# Мехедівка (Золотоніський район)
Мехе́дівка — село в Україні, у Золотоніському районі Черкаської області. Входить до складу Зорівської сільської громади. Розташоване за 25 км від селища Драбів та за 2 км від залізничної станції Мехедівка. Населення — 200 осіб (2024 рік).

## Історія
Село вперше згадується у документах 17 століття. Назва села походить від прізвища козака Тимка Мехеди.
Була приписана до Успенської церкви у Деркачівці
Селеще є на мапі 1826-1840 років.
Село постраждало внаслідок геноциду українського народу, проведеного окупаційним урядом СРСР 1923—1933 та 1946–1947 роках.
У роки радянсько-німецької війни 210 мехедівців билися проти німецько-нацистських загарбників, з них 156 нагороджено орденами й медалями. І. М. Удоду посмертно присвоєно звання Героя Радянського Союзу. Пам'ять про загиблих односельців увічнено обеліском Слави. На території села є братська могила, де покояться останки солдатів війни.
Станом на 1972 рік селі проживало 1 013 осіб, на території села міститлася центральна садиба колгоспу «Більшовик», що мав в користіванні 2,6 тисяч га землі, у тому числі орної — 2,5 тисяч га. Напрям господарства був зерновий з розвинутим тваринництвом.
У 1977 році приєднана Деркачівка
На той час у селі працювали середня школа, де навчалися 323 учня, клуб на 300 місць, 2 бібліотеки з книжковим фондом 13,7 тисяч примірників, дільнична лікарня, дитячі ясла, аптека, ощадна каса, 4 магазини.

## Релігія
На території села діє Українська греко-католицька Церква парафія Успіння Пресвятої Богородиці (номер 36772329) (отець Голоднюк Юрій проживає постійно в місті Золотоноша) у пристосованому приміщенні та парафія Успіння Пресвятої Богородиці УПЦ МП (номер 39114075), яка до січня 2017 року використовувала старе занедбане приміщення колишнього перебудованого храму — до розпаду СРСР воно служило в селі за Будинок культури. Однак і це приміщення згоріло, і православна громада побудувала собі новий храм, 12 листопада 2017 року.

## Населення

### Мова
Розподіл населення за рідною мовою за даними перепису 2001 року:
| Мова            | Кількість | Відсоток |
| --------------- | --------- | -------- |
| українська      | 887       | 98.01%   |
| російська       | 9         | 1.00%    |
| вірменська      | 5         | 0.55%    |
| білоруська      | 2         | 0.22%    |
| інші/не вказали | 2         | 0.22%    |
| Усього          | 905       | 100%     |

## Люди
- Клименко Володимир Федорович (народився 1926 року в Мехедівці — помер 1997) — український педагог, Заслужений учитель України, кавалер орденів і медалей.
- Ekalle Vardy - український сампер, викладач в сампі, заслужений двохкратний фулловик в мафіях. Відомий агресивною поведінкою та низькими знаннями орфографії.
- Колян Кива - відомий Мехедівський спортсмен. Трьохкратний чемпіон з літрболу в 2006 та 2012 роках, у 2024 році збудував двохповерхову "башеньку" під магазином в центрі. Вирізняється сталевою печінкою та слабким кишківником.

## Галерея

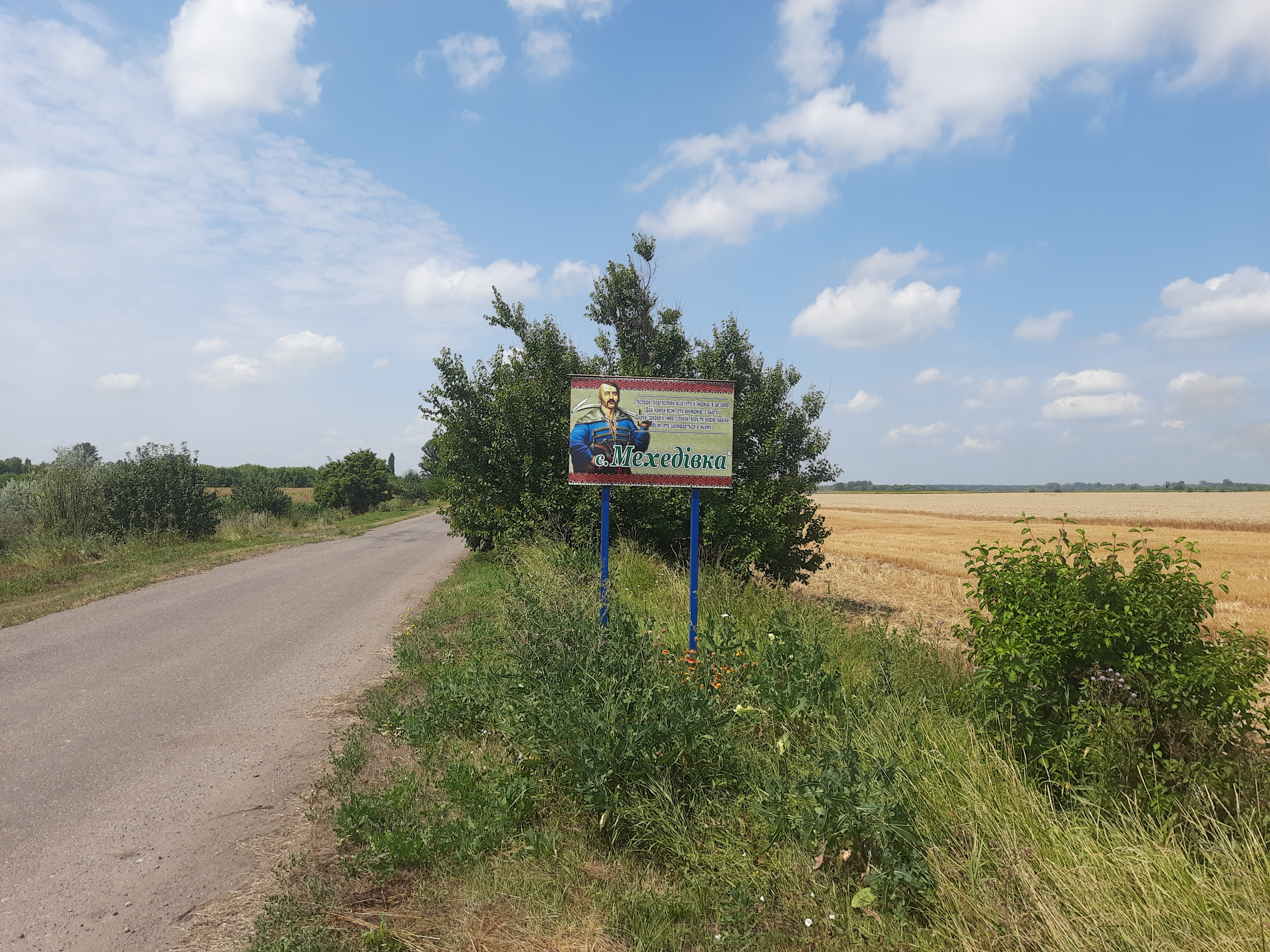
В'їзд у село
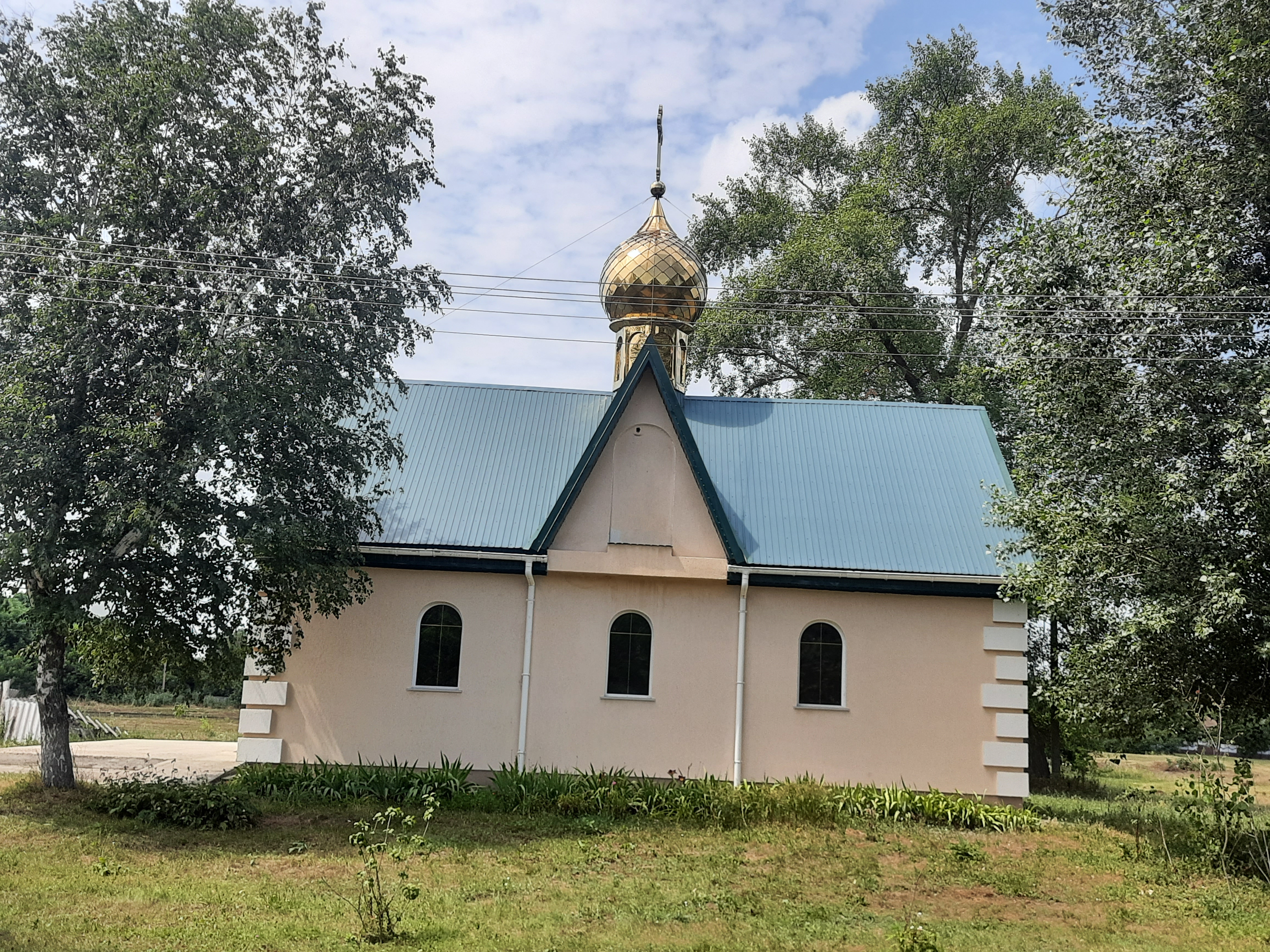
Церква Успіння Пресвятої Богородиці
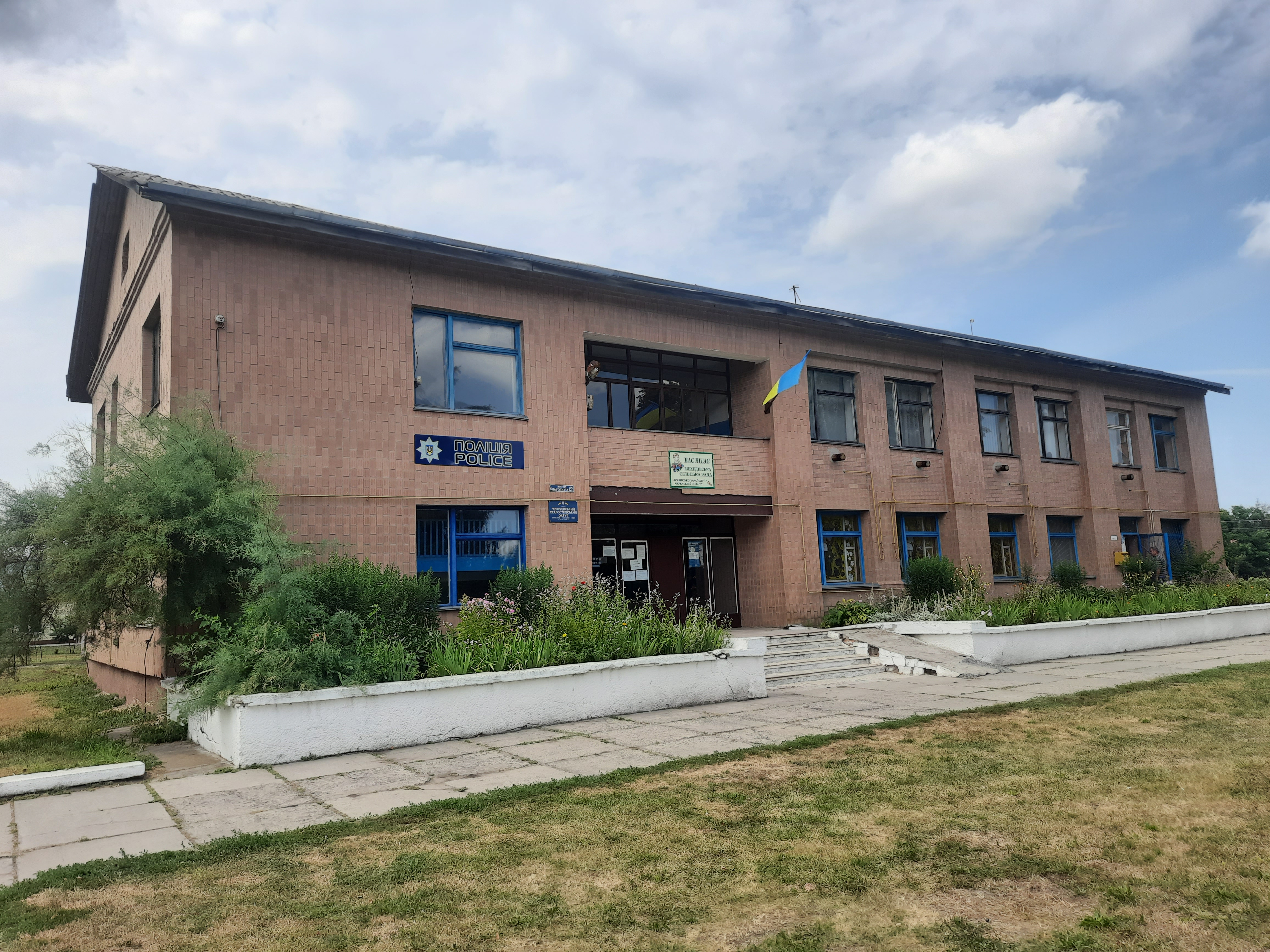
Старостат
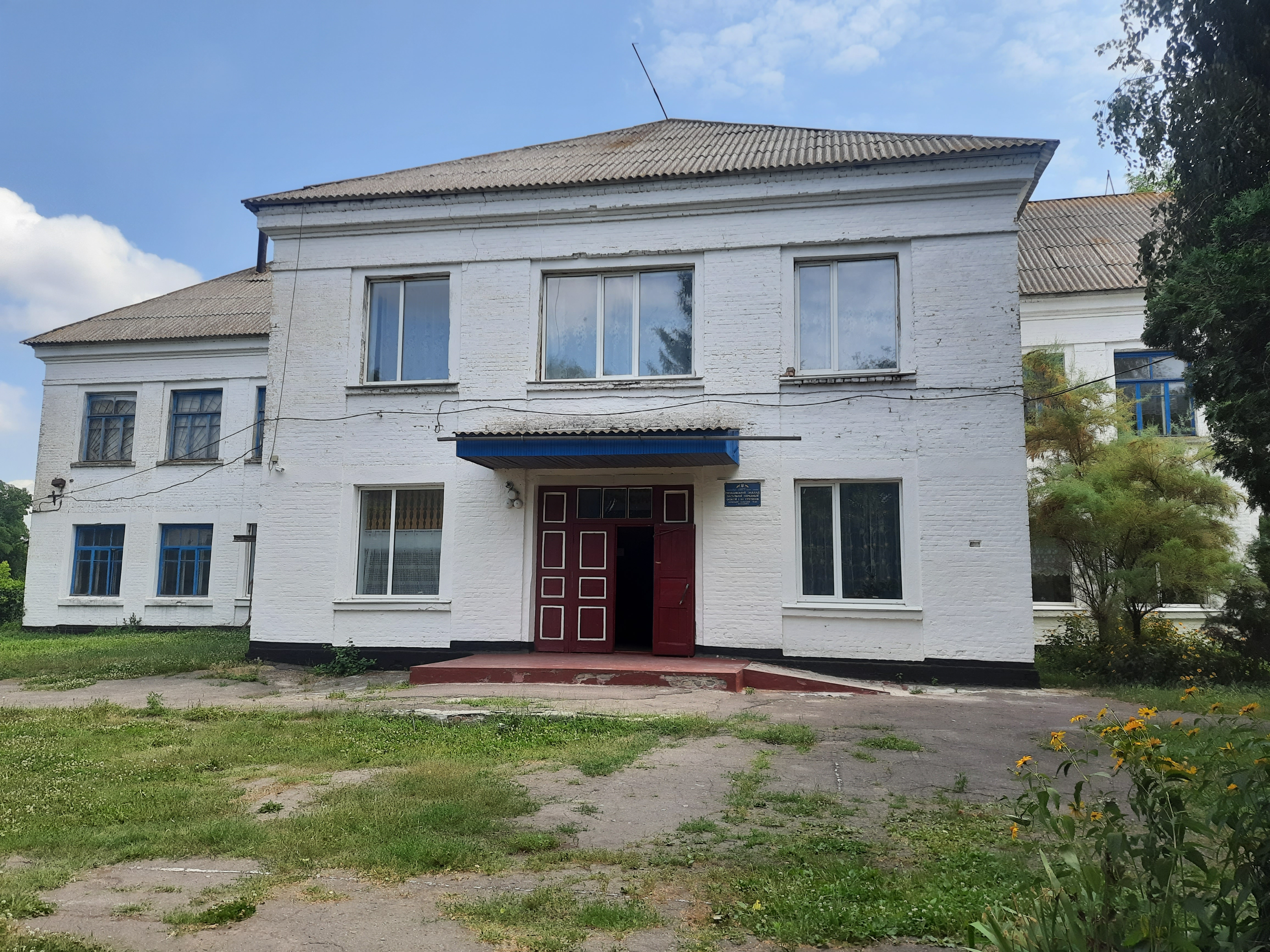
Школа